# The Salentino Cuts
The Salentino Cuts je prvním cover albem a dvacátým druhým studiovým albem britské rockové skupiny UFO. Album bylo vydáno 29. září 2017 na značce Cleopatra Records. Bylo posledním studiovým albem skupiny před úmrtím kytaristy a klávesisty Paula Raymonda.
UFO předělali písně od The Yardbirds, The Doors, Mad Season, Steppenwolf, John Mellencamp, Montrose, Mountain, Bill Withers, Tom Petty, Robin Trower, ZZ Top a The Animals.

## Obsazení
- Phil Mogg – zpěv
- Vinnie Moore – kytara
- Paul Raymond – klávesy, sborový zpěv
- Rob De Luca – baskytara
- Andy Parker – bicí

## Hudební kritika
- Music review: UFO - "The Salentino Cuts", Herald - Standard [1]

- UFO - Salentino Cuts (Album Review) - Cryptic Rock [2]